# Hsieh Chang-ting

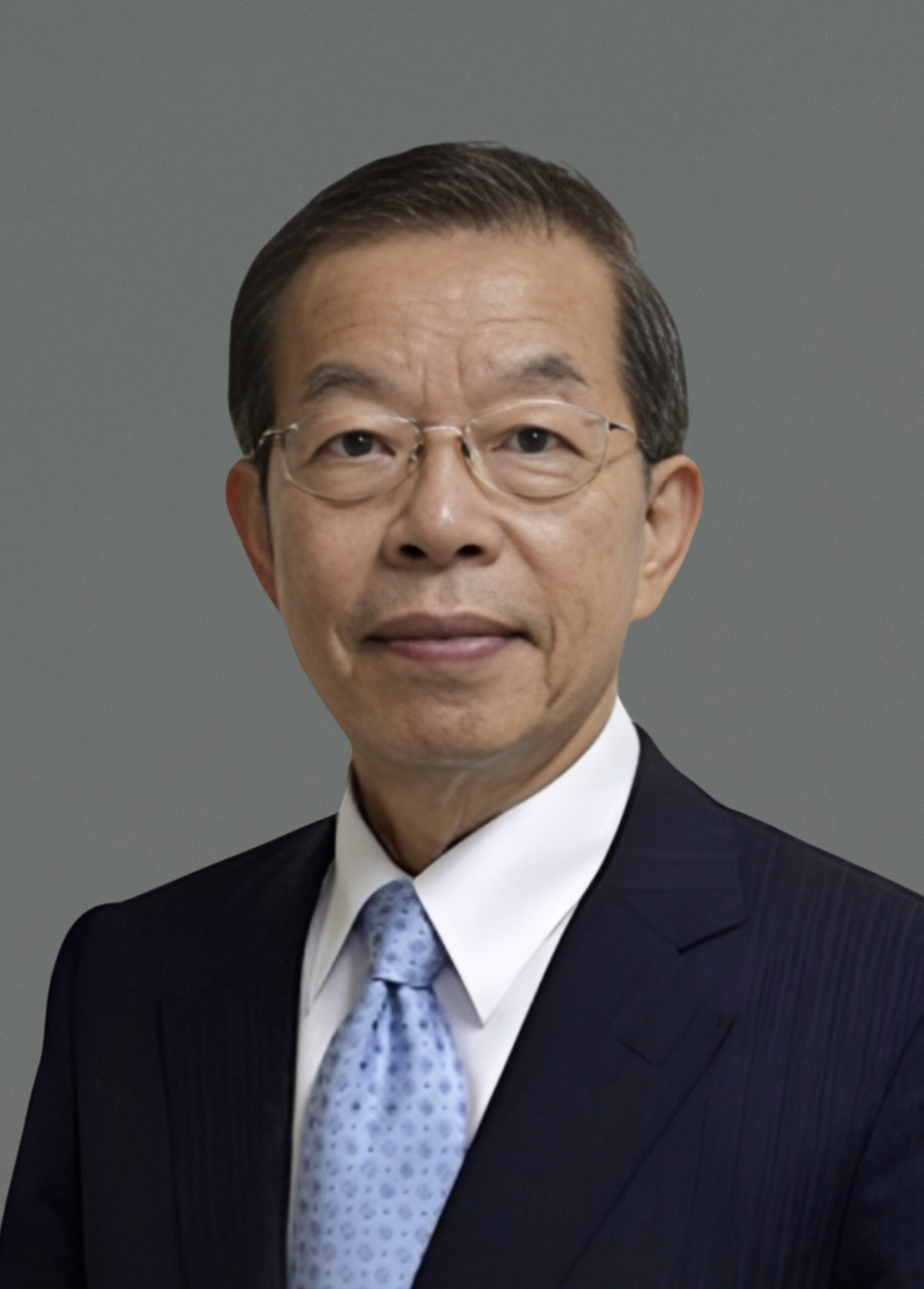
Hsieh Chang-ting – 謝長廷

Chang-ting Hsieh (chinesisch 謝長廷 / 谢长廷, Pinyin Xiè Chángtíng, W.-G. Hsieh Ch'ang T'ing, Pe̍h-ōe-jī Siā Tiông-têng, * 18. Mai 1946 in Dadaocheng, Bezirk Datong, Taipeh), anglisiert Frank Hsieh, ist taiwanischer Politiker und war vom 1. Februar 2005 bis zum 25. Januar 2006 Premierminister der Republik China (Taiwan). Von 2016 bis 2024 war er der diplomatische Vertreter des Taipei Wirtschafts- und Kulturbüro (amtlich englisch Taipei Economic and Cultural Representative Office) von Taiwan in Japan. Seit August 2024 gehört er dem offiziellen Beraterstab des taiwanischen Präsidenten Lai Ching-te an.

## Leben
Er studierte Rechtswissenschaften an der Staatlichen Universität Taiwan und an der Universität Kyōto. Anschließend praktizierte er von 1969 bis 1981 als Rechtsanwalt. Unter anderem war er Anwalt der Verteidigung im Militärprozess nach dem Kaohsiung-Vorfall (auch „Formosa-Vorfall“) vom Dezember 1979. Von 1981 bis 1988 gehörte er dem Stadtparlament der Stadt Taipeh an und von 1989 bis 1995 dem Parlament der Republik China, dem Legislativ-Yuan. Im Wahlkampf des Präsidentschaftskandidaten der Demokratischen Fortschrittspartei (DPP), Peng Ming-min, kandidierte Hsieh 1996 für das Amt des Vizepräsidenten. Die Kandidaten der DPP erhielten damals nur 21,1 % der Stimmen gegen die Kuomintang. Im Dezember 1998 wurde er zum Bürgermeister der Stadt Kaohsiung gewählt und 2002 wiedergewählt.
Hsieh war an der Gründung der DPP am 28. September 1986 beteiligt. Der Name der Partei geht auf seinen Vorschlag zurück. Von April bis Mai 2000 hatte er kurzzeitig den Parteivorsitz inne, den er von Januar bis Mai 2008 erneut übernahm, nachdem Chen Shui-bian nach der Niederlage bei den Wahlen zum Legislativ-Yuan zurückgetreten war.
Nach seinem Rücktritt vom Amt des Premierministers 2006 verbrachte er ein paar Monate in die USA „zur Erholung“. Er kehrte nach Taiwan zurück, um im Dezember 2006 als Bürgermeister von Taipei zu kandidieren, unterlag bei der Wahl jedoch gegen Hau Lung-pin von der Kuomintang. 
Nach einer parteiinternen Wahl wurde Hsieh im Mai 2007 zum Kandidaten der DPP für die Präsidentenwahl 2008 ernannt, die er mit 41,55 % der Stimmen gegen den Kandidaten der Kuomintang Ma Ying-jeou verlor. Nach der Wahlniederlage erklärte Hsieh, sich gänzlich aus der Politik zurückziehen zu wollen. Am 3. Juni 2016 wurde er von Präsidentin Tsai Ing-wen zum Leiter des Taipei Wirtschafts- und Kulturbüros in Tokio und damit zum diplomatischen Vertreter Taiwans in Japan ernannt und hatte das Amt bis 2024 inne.
Am 1. August 2024 wurde Hsieh in den offiziellen Beraterstab des taiwanischen Präsidenten Lai Ching-te berufen.
Hsieh ist mit Hsieh-Yu, Fang-chih (謝游芳枝)  verheiratet und hat mit ihr einen Sohn und eine Tochter.